# Beulotte-Saint-Laurent
Beulotte-Saint-Laurent település Franciaországban, Haute-Saône megyében. Lakosainak száma 61 fő (2022. január 1.). Beulotte-Saint-Laurent Ferdrupt, Ramonchamp, Corravillers, Esmoulières és Servance-Miellin községekkel határos.

## Népesség
A település népességének változása:
| Lakosok száma | 71   | 74   | 63   | 58   | 58   | 57   | 56   | 58   | 59   | 61   |
|               | 2010 | 2013 | 2015 | 2016 | 2017 | 2018 | 2019 | 2020 | 2021 | 2022 |